# 小谷融
小谷 融（こたに とおる、1953年 - ）は日本の会計学者。大阪経済大学教授。専門はディスクロージャー制度論、財務会計論など。大蔵省や証券取引等監視委員会での証券行政の経験から企業などにディスクーロジャー制度の指導なども行っている。

## 略歴
- 1975年 大阪経済大学経営学部卒業
- 1975年 大阪国税局入局
  - この間、大蔵省理財局、証券取引等監視委員会、大蔵省証券局を経て
- 1993年 大蔵省証券局企業財務課課長補佐
- 1997年 関西女学院短期大学経営学科教授
- 1998年 関西国際大学経営学部教授
- 2001年 大阪経済大学経営情報学部教授
- 2006年 大阪経済大学経営情報学部長

## 著書

### 単著
- 『デリバティブ・ディスクロージャー詳説』（税務経理研究会・1997年）
- 『有価証券報告書 -その読み方と上手な利用法-』（東京教育情報センター・1997年）
- 『外国企業有価証券報告書のどこを見るか』（東京教育情報センター・1998年）
- 『「銀行」有価証券報告書の読み方・利用法』（東京教育情報センター・1998年）
- 『最新 外貨建取引の会計と税務』（税務研究会・1999年）
- 『時価経営入門』（中央経済社・1999年）
- 『連結経営時代のディスクロージャー』（中央経済社・2000年）
- 『有価証券報告書・半期報告書における「デリバティブ取引」記載事例集』（税務研究会・2001年）
- 『投資家のための電子メディアによる情報開示』（税務研究会・2002年）
- 『証券取引法に基づく企業内容等の開示制度』（税務経理研究会・2005年）
- 『図解による経営者のための公開買付けと5％ルール』（税務経理協会・2005年）
- 『証券取引法に基づく企業内容等の開示制度』（税務経理協会・2006年）
- 『株式投資情報の見方と活用法―金融商品取引法で変わる！』（税務研究会・2007年）
- 『金融商品取引法の基本知識』（税務経理協会・2007年）

### 共著
- 『研究開発費・ソフトウェアの会計と税務』（税務研究会・1999年）
- 『企業経営と年金問題』（税務研究会・2000年）
- 『研究開発費・ソフトウェアの会計と税務』（税務研究会・2001年）
- 『証券取引法ディスクロージャー実務Ｑ＆Ａ』（税務研究会・2002年）
- 『会計基礎論』（森山書店・2004年）
- 『ディスクロージャー実務用語事典』（税務研究会出版局・2004年）